# Love Hate
Love Hate est le premier album de The-Dream sorti en 2007. Le titre complet est : Love Me At Summer / Hate Me At Winter. L'album fut enregistré et mixé principalement au Triangle Sound Studios à Atlanta et au Studio at The Palms à Las Vegas.

## Liste des morceaux
| #  | Titre              | Producteur(s)  | Featurings(s) | Durée |
| -- | ------------------ | -------------- | ------------- | ----- |
| 1  | Shawty Is Da Sh*!  | Los Da Mystro  | Fabolous      | 4:23  |
| 2  | I Luv Your Girl    | Tricky Stewart |               | 4:28  |
| 3  | Fast Car           | Los Da Mystro  |               | 4:50  |
| 4  | Nikki              | Tricky Stewart |               | 4:06  |
| 5  | She Needs My Love  | Tricky Stewart |               | 4:30  |
| 6  | Falsetto           | Tricky Stewart |               | 4:31  |
| 7  | Playin' In Her Air | Los Da Mystro  |               | 3:15  |
| 8  | Purple Kisses      | Los Da Mystro  |               | 5:14  |
| 9  | Ditch That…        | Tricky Stewart |               | 5:00  |
| 10 | Luv Songs          | Los Da Mystro  |               | 4:42  |
| 11 | Livin' A Lie       | Tricky Stewart | Rihanna       | 4:16  |
| 12 | Mama               | Tricky Stewart |               | 4:02  |

## Clips
- Shawty Is A Ten (featuring Fabolous)
- Falsetto
- I Luv Your Girl